# Moores Peak
Moores Peak är en bergstopp i Antarktis. Den ligger i Sydshetlandsöarna. Argentina, Chile och Storbritannien gör anspråk på området. Toppen på Moores Peak är 370 meter över havet.
Terrängen runt Moores Peak är kuperad åt nordväst, men åt sydost är den bergig. Havet är nära Moores Peak åt sydväst. Trakten är glest befolkad. Närmaste befolkade plats är St. Kliment Ohridski Base, 6,0 kilometer norr om Moores Peak. 